# Fermedo
Fermedo ist eine Kleinstadt (Vila) und eine Gemeinde in Portugal.

## Geschichte
Ausgrabungen belegen eine vorgeschichtliche Besiedlung, während Grabsteinfunde aus römischer Zeit stammen. Aus seiner Zeit als Ort im Westgotenreich im 5./6. Jahrhundert n. Chr. kommt vermutlich der Ortsnamen, der sich aus dem damaligen Pharamundo oder Faramondo über Fermudo zum heutigen Fermedo entwickelt haben soll.
Im Verlauf der Reconquista erhielt um 922 das Kloster von Crestuma das Gebiet, und Fermedo wurde Sitz eines eigenen Kreises. Vermutlich erhielt es seine ersten Stadtrechte noch vor Unabhängigkeit des Königreich Portugals durch den Grafen Heinrich von Burgund (port.: D. Henrique), doch fehlen hier eindeutige Dokumente. Die erneuerten Stadtrechte von 1275 durch König D. Afonso III. sind somit das erste dokumentierte Stadtrecht Fermedos, das seither den Titel einer Vila (Verwaltungskleinstadt) trägt. König D. Manuel I. gab Fermedo am 27. September 1514 erneuerte Stadtrechte.
Fermedo blieb ein eigenständiger Verwaltungskreis, mit Sitz in der Ortschaft Cabeçais, bis zur Auflösung des Kreises am 24. Oktober 1855. Seither ist Fermedo eine Gemeinde im Kreis Arouca.

## Verwaltung
Fermedo ist eine Gemeinde (Freguesia) im Kreis (Concelho) von Arouca, im Distrikt Aveiro. In ihr leben 1261 Einwohner auf einer Fläche von 11 km² (Stand 19. April 2021).
Folgende Orte liegen im Gemeindegebiet:
| - Abrunhal - Adegas - Adro - Aldeia - Arroteia - Balaído - Borralhoso - Cabeçais - Carvalhal - Carvalhal Redondo | - Castelo - Cavaco - Cela Arda - Corgo - Cruz das Eiras - Eiras - Mosteiro - Olival - Orvida - Outeiro | - Parameira - Paramo - Presa Grande - Resumil - Roda - Romão - Tanhel - Tapada - Trás do Rio - Vale do Condo |